# 霍奇斯冰川
54°16′S 36°32′W / 54.267°S 36.533°W
霍奇斯冰川（英語：Hodges Glacier），是南極洲的冰川，位於南喬治亞島，處於古利德維肯以西2公里，流經彼得雷爾峰南部，最終注入霍奇斯山，由英國南極名稱諮詢委員會命名，現時由英國海外領土管轄。